# Crispin Nash-Williams
Crispin Nash-Williams   (Cardiff, 19 de desembre de 1932 - Ascot, 20 de gener de 2001) va ser un matemàtic gal·lès.

## Vida i Obra
Nash-Williams era fill d'un professor d'arqueologia i conservador del Museu Nacional a Cardiff. En esclatar la Segona Guerra Mundial, quan tenia set anys, el pare es va allistar a l'exèrcit i ell va haver d'anar a un internat a Oxford, mentre la seva mare, amb el seu germà petit, Piers, s'instal·laven a Norfolk. En acabar la guerra, es va graduar de secundària a la Rugby School i, el 1946 es va matricular al Trinity Hall de la universitat de Cambridge per estudiar matemàtiques i on es va graduar el 1953. Va continuar treball de post-grau a Cambridge i, després d'un curs a la universitat de Princeton, va obtenir el doctorat el 1958 a Cambridge.
El 1957 havia sigut nominat professor de la universitat d'Aberdeen i s'hi va estar fins al 1967 quan va ser contractat per la universitat de Waterloo a Ontario, (Canadà) per inaugura el nou departament de combinatòria i optimització. El 1972 va retornar a Aberdeen, però només hi va estar tres cursos ja que el 1975 va ser nomenat catedràtics de la universitat de Reading. El 1996 es va retirar, avorrit del treball administratiu, per poder continuar fent recerca matemàtica, però aviat li va ser detectat un càncer i se'n va anar a viure a prop del seu germà a Ascot, on va morir el 2001.
Nash-Williams va fer importants contribucions en el camp de la combinatòria i de la teoria de grafs, amb aportacions interessants també en camins aleatoris, cadenes de Màrkov i teoria dels quasi-ordres. Va publicar més de setanta articles en revistes científiques.